# Iversen Peak
Iversen Peak (in lingua inglese: Picco Iversen), è un picco roccioso situato 4,8 km a est-nordest dell'Urbanak Peak all'estremità nordorientale della catena montuosa dell'Ohio Range, nei Monti Transantartici, in Antartide. 
Il picco roccioso è stato ispezionato nel dicembre 1958 dal gruppo di investigazione sui Monti Horlick dell'United States Antarctic Research Program (USARP).
La denominazione è stata assegnata dall'Advisory Committee on Antarctic Names (US-ACAN) in onore di Frede Iversen, fisico della ionosfera presso la Stazione Byrd nel 1960.